# Les Noces de Pierrette
Les Noces de Pierrette  est une huile sur toile de l'artiste espagnol Pablo Picasso, réalisée en 1905.

## Histoire

### Origine du tableau
Les Noces de Pierrette date de la période bleue de Picasso. À cette époque, l'artiste fait face à la pauvreté et de la dépression, après le suicide de son ami Carles Casagemas à la suite de son amour avec Germaine Pichot, en 1901.

### Propriétaires successifs
Le tableau est acquis, en 1907, par Josef Stransky, un marchand d'art ami de Picasso. De 1945 à 1962, la peinture est la propriété de Paulo Picasso, le fils de Pablo Picasso.
Le tableau change ensuite de mains, appartenant à Frédéric Roo, financier d'origine suédoise, basé en Suisse. Le 30 novembre 1989, la peinture est mise en vente aux enchères, par Binoche et Godeau, à Drouot-Montaigne, Paris (France). Devant la menace du ministre français de la culture de bloquer la sortie de France du tableau, son propriétaire achète La Célestine, un autre tableau de Picasso, et en fait don à l'État français, en “échange” (le terme est du ministre lui-même) de l'autorisation d'exportation du tableau. L'acheteur, Tomonori Tsurumaki, un promoteur immobilier asiatique, banquier  d'affaires, propriétaire du circuit automobile d'Autopolis, et connu pour ses liens avec le crime organisé au Japon, acquiert le tableau pour la somme de 37 910 000 € (51 670 000 dollars), ce qui en fait l'une des vingt peintures les plus chères du monde,.
Avec l'effondrement de la société de Tsurumaki, Nippon Tri-Trust, la peinture arrive dans les mains de l'entreprise de construction Hazama, qui avait construit le circuit de Tsurumaki. Hazama, ayant des difficultés financières, propose la peinture comme garantie d'un prêt accordé par la société de crédit Lake, qui entre ainsi en possession des Noces de Pierrette. Lorsque la société de crédit Lake vend sa participation dans le secteur des prêts à la consommation à GE Capital, Les Noces de Pierrette (de même que 500 autres peintures d'une valeur approximative de 150 millions €) devient la propriété de GE Capital. Actuellement, Les Noces de Pierrette est gardé dans les coffres de la Mitsui Trust Bank.

## La toile
Les Noces de Pierrette est une peinture à l'huile sur toile, de 115 cm × 195 cm. Le tableau représente un groupe de six personnages, dont l'expression triste est caractéristique de la période bleue de Picasso. Les deux tables, l'une ronde, à gauche, l'autre carrée, à droite et en retrait, de couleur blanchâtre, ainsi que la pâleur des visages tranchent sur les couleurs sombres du fond et des vêtements, dont les tons dominants sont le noir, le brun et le violet.

## Référence
- Raymonde Moulin, « Patrimoine national et marché international. Les dilemmes de l'action publique », dans Revue française de sociologie, vol. 38, no 38-3, p. 465 à 495, 1997.